# Gheorghe Sandu

Viceamiralul Gheorghe Sandu.

Gheorghe Sandu (n. 21 ianuarie 1921, Calafat – d. iunie 2000) a fost un amiral român, care a deținut funcția de comandant al Marinei Militare Române în perioada 1961 - 1963.

## Biografie
Gheorghe Sandu s-a născut la data de 21 ianuarie 1921 în orașul Calafat. A absolvit studii la Școala Navală N.M.S. "Mircea" din Constanța și la Academia Militară Generală din București. A fost veteran de război.
După absolvirea facultății, a lucrat ca ofițer cu navigația pe torpilorul "Năluca", ofițer cu adjutantura și transmisiuni pe crucișătorul auxiliar "Dacia", ofițer cu adjutantura la comandamentul Apărării Teritoriului Dobrogea și apoi ajutor al comandantului militar al portului Brăila. A fost numit apoi la comanda remorcherului dragor "Maria", respectiv al remorcherului "Cantacuzino", activând apoi în funcțiile de comandant A.S.A. în Compania Instrucție Cadre a Batalionului Geniu Marină și apoi comandant al plutonului 2 din Compania 3 Recruți a Batalionului Mixt Marină.
După ce a lucrat o perioadă ca ofițer cu aprovizionarea la Batalionul Mixt Marină, Gheorghe Sandu devine comandant al Companiei a 2-a Observare Constanța, pilot de baraj la Serviciul Siguranței Navigației Sulina, șeful Serviciului Siguranței Navale și ofițer cu navigația al Flotilei de Dragaj din cadrul C.A.L.M.
În perioadele 1950-1954 și 1960-1961, căpitanul de rangul III Gheorghe Sandu a deținut funcția de comandant al Școlii Superioare de Marină din Constanța. Între timp a lucrat ca ofițer secund pe nava-școală "Mircea", șef al Biroului 1 în Secția Înzestrare Materiale din C.M.M., șef al Școlii Militare de Marină, comandant al Flotilei de Dunăre, comandant al Brigăzii 230 Nave Fluviale, șef de stat major al C.F.N.M., șef al Direcției Hidrografice.
La data de 19 aprilie 1961, Gheorghe Sandu a fost numit în funcția de comandant al Marinei Militare Române, pe care a deținut-o până la 29 noiembrie 1963. Ulterior a îndeplinit funcțiiale de șef al Catedrei de Tactica Marinei din cadrul Academiei Militare Generale, șef al Secției Marină din Direcția Operații a Marelui Stat Major, adjunct al ministrului Transporturilor și Telecomunicațiilor și șef al Departamentului Transporturilor Navale, respectiv șef de stat major și locțiitor al comandantului I.C.I.T.L. București. A fost înaintat la gradul de viceamiral (cu 2 stele) la 19 august 1974.
La data de 21 februarie 1981, Gheorghe Sandu a fost trecut în rezervă, cu gradul de viceamiral. A fost primul președinte al Ligii Navale Române. Ulterior, prin Decretul nr.198 / 21 octombrie 1994, președintele României, Ion Iliescu, l-a înaintat la gradul de amiral în retragere.
Viceamiralul (r) Gheorghe Sandu a încetat din viață la începutul lunii iunie a anului 2000.

## Decorații
- Medalia „A cincea aniversare a Republicii Populare Române” (24 decembrie 1952) „pentru lupta și munca duse în vederea făuririi, consolidării și prosperării Republicii Populare Române”[3]